# Eustictus knighti
Eustictus knighti är en insektsart som beskrevs av Johnston 1930. Eustictus knighti ingår i släktet Eustictus och familjen ängsskinnbaggar. Inga underarter finns listade i Catalogue of Life.